# Familia Florescu
Florescu este numele unei familii boierești din Țara Românească și din Moldova. Cele mai vechi consemnări ale ei datează din secolul al XV-lea. La începutul secolului al XIX-lea, mulți Florești au urmat universitățile pariziene Sorbona și Collège de France. La 1848, ei s-au implicat în Revoluția franceză, apoi în cea română. În București, revoluția a fost planificată de Florești la reședința lor, Mahalaua Scorțarului.

## Membri
- Vintilă Florescu (sec. XV), membru al Divanul lui Vlad Țepeș și înalt demintar sub Radu cel Frumos[1]
- Maria Florescu (sec.XV-sec.XVI) soția domnitorilor Basarab Țepeluș și Vlad Călugărul.[2]
- Radu Florescu, poate frate vitreg al lui Mihai Viteazul, emisar al acestuia la Constantinopol[1]
- Ioan Emanoil Florescu (1819–1893),[3] general și om politic (ministru, prim-ministru și președinte al Senatului). A reformat Armata Română sub domnia lui Alexandru Ioan Cuza.[1]
- Alexandru Emanoil Florescu (1822-1907), om politic din Țara Românească și România. Fratele mai mic al generalului Ioan Emanoil Florescu.[4]
- Dimitrie (Dumitru) G. Florescu (1827–1875), compozitor de muzică ușoară[1]
- Alexandra (Luxița) Florescu, iubita istoricului Nicolae Bălcescu.[5] Sora lui Dimitrie.[1]
- Bonifaciu Florescu (1848–1899), critic literar[1] și scriitor.[3] Fiul nelegitim al Alexandrei Florescu și al lui Nicolae Bălcescu, a păstrat numele mamei.[5]
- Alexandru D. Florescu (1863–1936), inginer și om politic, secretar general al Ligii Culturale.[3] Fiul lui Dimitrie.[1]
- George (Gheorghe) D. Florescu (1893–1976), istoric, genealogist și arheolog.[1]
- Dumitru Florescu (12 ianuarie 1902 - ), membru de frunte al P.N.L., persecutat politic
- Alexandru G. Florescu (1867-1925), diplomat, gazetar și autor dramatic
- Radu R. Florescu (1925-2014), istoric și profesor universitar stabilit în Statele Unite ale Americii. Nepotul lui Alexandru D.[1]
- Alexander Julius Florescu (1931-1999), bancher și antreprenor.
- Nicholas A. Florescu (1951 -), fiul lui Radu R. Florescu (1925-2014) care în prezent este stabilit în Statele Unite ale Americii [6]
- John M. Florescu (1954-), antreprenor, jurnalist, producator și regizor de film, fiul lui Radu R. Florescu (1925-2014) [7]
- Radu F. Florescu (1961 -), antreprenor stabilit în Statele Unite ale Americii, fiul lui Radu R. Florescu (1925-2014) [8][9]
- Alexandra V Lobkowicz (1963 -), căsătorită cu Prințul William Lobkowicz, stabiliți în Praga, Cehia [10][11]
- Joël Florescu and Michaël Florescu (1985-), regizori si scenariști. Nepoți ai lui Radu R. Florescu.[12]
- Ion Alexander Florescu (1966 -), antreprenor, și autor al unei serii de articole dedicate istoriei familiei Florescu publicate in Historia. Fiul lui Alexander Julius Florescu
- Ileana Florescu - Franchetti (1960 -), artista și fondatoare  al Centrului de Studii Roccantica Il Diospero (Roma, Italia). Fiica lui Alexander Julius Florescu